# فردیناند و کارولینا
فردیناند و کارولینا (ایتالیایی: Ferdinando e Carolina) یک فیلم کمدی درام تاریخی ایتالیایی به کارگردانی لینا ورتمولر است که در سال ۱۹۹۹ منتشر شد.

## بازیگران
- سرجو آسیزی در نقش فردیناند چهارم
- گابریلا پسیون در نقش ماریا کارولینای آستوریاس
- کارلو کاپریولی در نقش یوزف دوم، امپراتور مقدس روم
- سیلوانا دِ سانتیس در نقش ماریا ترزا، اتریش
- جانی بوناگورا در نقش سفیر اتریش
- نیکول گریمائودو در نقش شاهزاده مدینا
- ماریو اسکاچا در نقش فردیناند اول
- لولا پانیانی در نقش سارا گُدار
- لئوناردو بنونوتی
- ایزا دنیلی